# Ratón modificado genéticamente

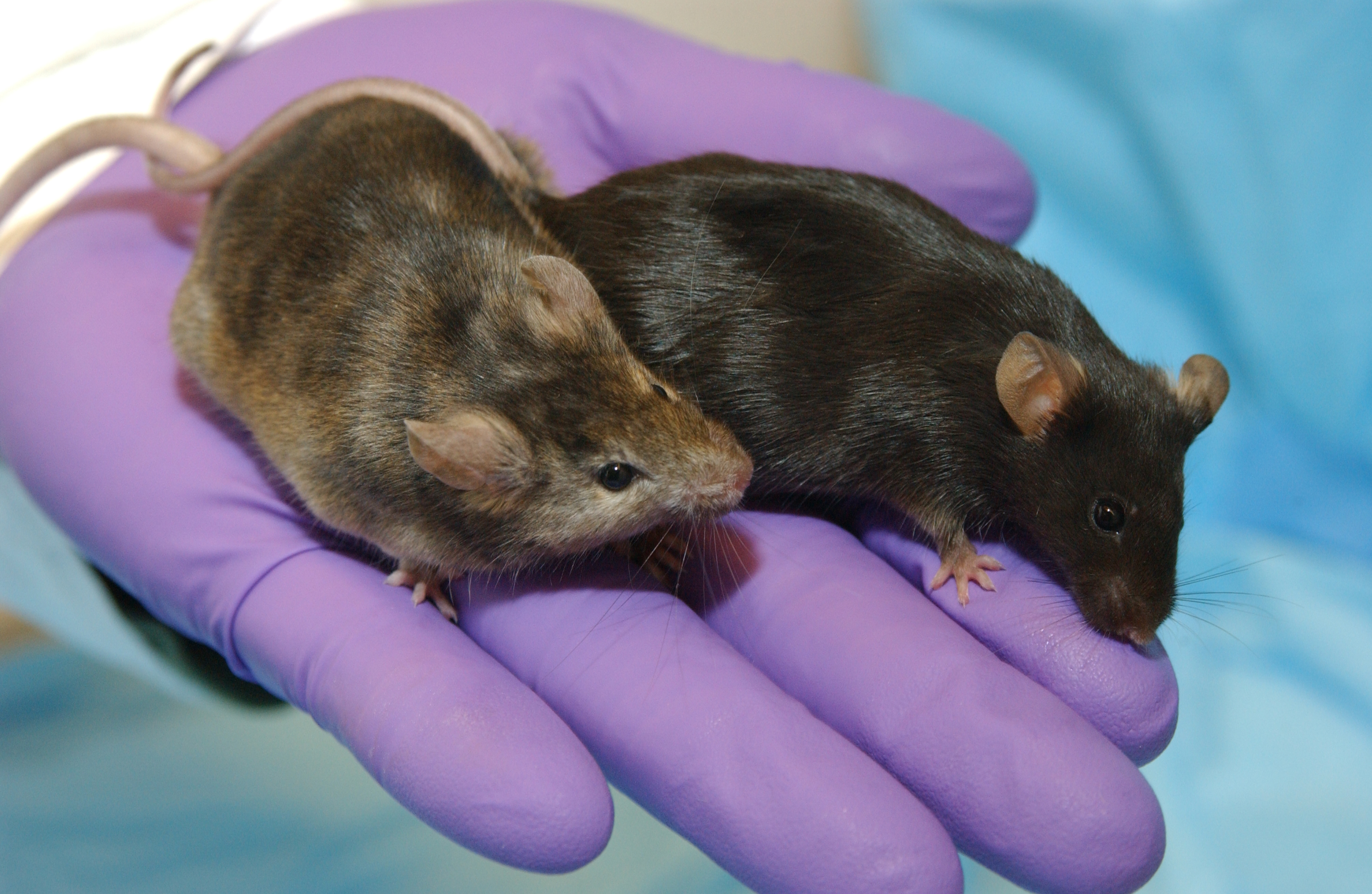
Ratón modificado genéticamente en el que se ha eliminado un gen que afecta al crecimiento del pelo (izquierda) junto a un ratón de laboratorio normal.

Un ratón modificado genéticamente o modelo de ratón manipulado genéticamente (GEMM, por sus siglas en inglés) es un ratón (Mus musculus) al que se le ha alterado el genoma mediante el uso de técnicas de ingeniería genética. Los ratones modificados genéticamente se utilizan habitualmente para la investigación o como modelos animales de enfermedades humanas, y también se emplean para la investigación sobre genes. Junto con los xenoinjertos derivados de pacientes (PDX, por sus siglas en inglés), los GEMM son los modelos in vivo más comunes en la investigación del cáncer. Ambos enfoques se consideran complementarios y pueden utilizarse para recapitular diferentes aspectos de la enfermedad. Los GEMM también son de gran interés para el desarrollo de fármacos, ya que facilitan la validación de dianas y el estudio de la respuesta, la resistencia, la toxicidad y la farmacodinámica.

## Historia
En 1974, Beatrice Mintz y Rudolf Jaenisch crearon el primer animal modificado genéticamente insertando un virus de ADN en un embrión de ratón en fase inicial y demostrando que los genes insertados estaban presentes en todas las células. Sin embargo, los ratones no transmitieron el transgén a su descendencia y, por lo tanto, el impacto y la aplicabilidad de este experimento fueron limitados. En 1981, los laboratorios de Frank Ruddle de la Universidad de Yale, Frank Costantini y Elizabeth Lacy de Oxford, y Ralph L. Brinster y Richard Palmiter, en colaboración con la Universidad de Pensilvania y la Universidad de Washington, inyectaron ADN purificado en un embrión unicelular de ratón utilizando técnicas desarrolladas por Brinster en los años sesenta y setenta, demostrando por primera vez la transmisión del material genético a las generaciones posteriores. Durante la década de 1980, Palmiter y Brinster desarrollaron y lideraron el campo de la transgénesis, perfeccionando los métodos de modificación de la línea germinal y utilizando estas técnicas para dilucidar la actividad y función de los genes de una forma que no era posible antes de su enfoque único.

## Métodos
Existen dos enfoques técnicos básicos para producir ratones modificados genéticamente. El primero consiste en la inyección pronuclear, una técnica desarrollada y perfeccionada por Ralph L. Brinster en los años 60 y 70, en una sola célula del embrión de ratón, donde se integrará aleatoriamente en el genoma del ratón Este método crea un ratón transgénico y se utiliza para insertar nueva información genética en el genoma del ratón o para sobreexpresar genes endógenos. El segundo enfoque, del que fueron pioneros Oliver Smithies y Mario Capecchi, consiste en modificar las células madre embrionarias con una construcción de ADN que contiene secuencias de ADN homólogas al gen diana. Se seleccionan células madre embrionarias que se recombinan con el ADN genómico y luego se inyectan en los blastocistos de los ratones. Este método se utiliza para manipular un solo gen, en la mayoría de los casos "eliminando" el gen diana, aunque pueden producirse manipulaciones genéticas cada vez más sutiles y complejas (por ejemplo, la humanización de una proteína específica o el cambio de un solo nucleótido).  También se puede crear un ratón humanizado mediante la adición directa de genes humanos, creando así una forma murina de híbrido humano-animal . Por ejemplo, los ratones modificados genéticamente pueden nacer con genes de antígenos leucocitarios humanos para proporcionar un entorno más realista al introducirles glóbulos blancos humanos para estudiar las respuestas del sistema inmunológico. Una de esas aplicaciones es la identificación de péptidos del virus de la hepatitis C (VHC) que se unen al HLA y que pueden ser reconocidos por el sistema inmunológico humano, convirtiéndose así en objetivos potenciales para futuras vacunas contra el VHC.

## Usos

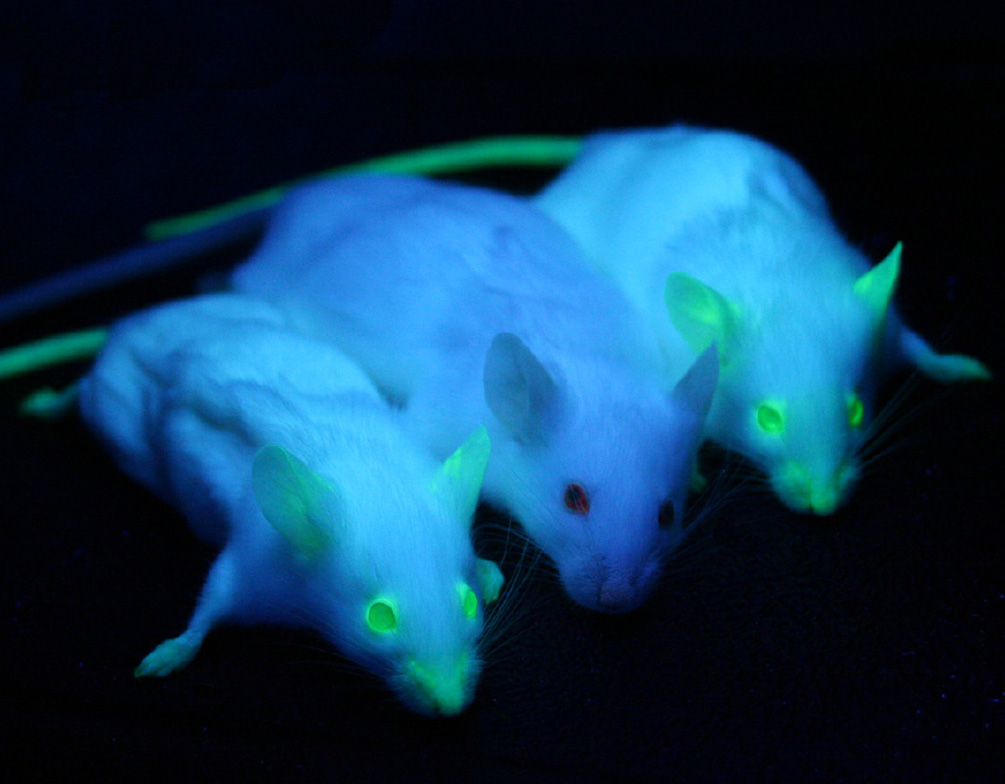
Ratones transgénicos que expresan proteína verde fluorescente, que brilla en verde bajo luz azul. El ratón central es de tipo salvaje.

Los ratones modificados genéticamente se utilizan mucho en investigación como modelos de enfermedades humanas. Los ratones son un modelo útil para la manipulación genética y la investigación, ya que sus tejidos y órganos son similares a los de un ser humano y portan prácticamente todos los mismos genes que operan en los seres humanos. También tienen ventajas sobre otros mamíferos, en lo que respecta a la investigación, ya que están disponibles en cientos de cepas genéticamente homogéneas. Además, debido a su tamaño, pueden mantenerse y alojarse en grandes cantidades, lo que reduce el coste de la investigación y los experimentos. El tipo más común es el ratón knockout, en el que se elimina la actividad de un solo gen (o en algunos casos de varios). Se han utilizado para estudiar y modelar la obesidad, las cardiopatías, la diabetes, la artritis, el abuso de sustancias, la ansiedad, el envejecimiento, la recepción de la temperatura y el dolor, y la enfermedad de Parkinson. Los ratones transgénicos generados para portar oncogenes clonados y los ratones knockout carentes de genes supresores de tumores han proporcionado buenos modelos para el cáncer humano. Se han desarrollado cientos de estos oncorratones que abarcan una amplia gama de cánceres que afectan a la mayoría de los órganos del cuerpo y se están perfeccionando para que sean más representativos del cáncer humano. Los síntomas de la enfermedad y los posibles fármacos o tratamientos pueden probarse con estos modelos de ratón.
Se ha modificado genéticamente un ratón para que tenga un mayor crecimiento y fuerza muscular mediante la sobreexpresión del factor de crecimiento similar a la insulina I (IGF-I) en las fibras musculares diferenciadas. A otro ratón se le ha alterado un gen que interviene en el metabolismo de la glucosa y corre más rápido, vive más tiempo, es más activo sexualmente y come más sin engordar más que el ratón medio (véase Superratones metabólicos). A otro ratón se le bloqueó o eliminó el receptor TRPM8 en un estudio con capsaicina y mentol. Con el receptor TRPM8 eliminado, el ratón fue incapaz de detectar pequeños cambios de temperatura y el dolor asociado a ellos.
Se debe tener mucho cuidado al decidir cómo utilizar ratones genéticamente modificados en la investigación. A veces se pasan por alto incluso cuestiones básicas como elegir el ratón de control "de tipo salvaje" correcto para utilizarlo en la comparación.